# 福江機場
福江機場（日语：／ Fukue kūkō */?）是位於長崎縣五島市（五島列島褔江島）的機場。根據日本空港整備法被分成地面管理機場（舊第三種機場）。

## 歷史
- 1963年：機場啟用（跑道長度：1,100公尺）。
- 1973年：跑道延長至1,200公尺。
- 1976年：跑道延長至1,500公尺。
- 1986年：跑道延長至1,600公尺。
- 1988年：跑道延長至2,000公尺，噴射機開始升降。

## 航空公司與航點
| 航空公司                              | 目的地     |
| ------------------------------------- | ---------- |
| 全日本空輸（NH） （由全日空之翼營運） | 福岡       |
| 東方空橋（OC）                        | 長崎、福岡 |

## 外部連結
- 维基共享资源上的相關多媒體資源：福江機場
- 官方網站 （页面存档备份，存于）（日語）
- 長崎縣的機場（日語）
- ANA機場訊息-福江機場 （页面存档备份，存于）（日語）